# Musée d'Art d'El Paso
Le musée d'Art d'El Paso (en anglais : El Paso Museum of Art) est un musée d'art américain fondé en 1959, situé à El Paso (Texas).

## Collections
La Collection Kress d'art européen comprend des œuvres de Bernardo Bellotto, Benedetto Bonfigli, Canaletto, Giovanni Benedetto Castiglione, Vincenzo Catena, Giuseppe Maria Crespi, Carlo Crivelli, Vittorio Crivelli, Macrino d'Alba, Jacopo del Sellaio, Nicolò da Voltri, Juan de Borgoña, Jacopo del Sellaio, Martino di Bartolomeo, Giovanni di Paolo, Giovanni Andrea de Ferrari, Sano di Pietro, Battista Dossi, Lavinia Fontana, Artemisia Gentileschi, Juan de Valdés Leal, Benvenuto Tisi, Filippino Lippi, Lorenzo Lotto, Alessandro Magnasco, le Maître du Bambino Vispo, Bartolomé Esteban Murillo, Giacomo Pacchiarotti, Andrea Previtali, Hyacinthe Rigaud, Pietro Rotari, Bernardo Strozzi, Antoine van Dyck et Francisco de Zurbarán. 

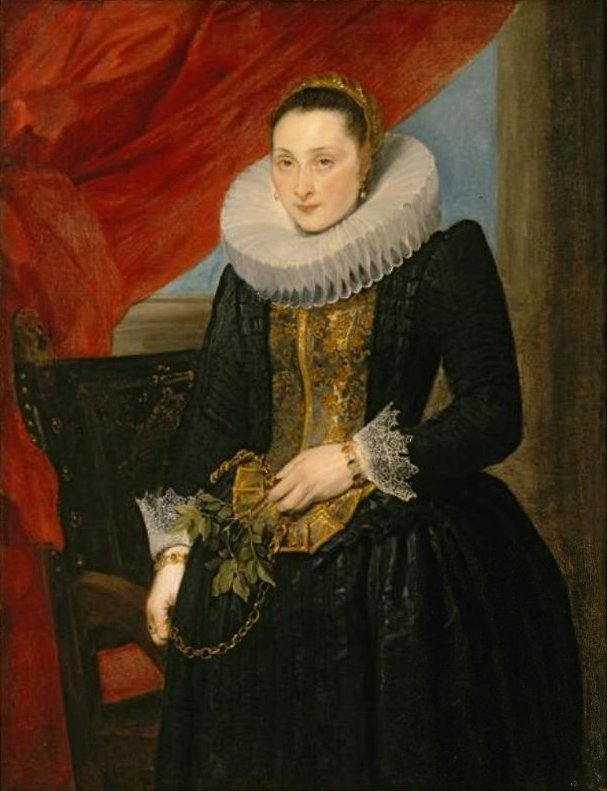
Antoine van Dyck, Portrait d'une Dame, 1618-1621.

La collection d'art américain comprend des œuvres de Manuel Gregorio Acosta (en), Frank Duveneck, Childe Hassam, George Inness, Manuel Neri (en), Rembrandt Peale, Frederic Remington, et Gilbert Stuart, entre autres.
D'autres collections spéciales comprennent l'art colonial précolombien et mexicain, de l'art américain du début du XIXe au milieu du XXe siècle, et une collection d'œuvres sur papier comprenant des gravures de vieux maîtres, du XIXe siècle et de la scène américaine, des gravures d'interprétation et des photographies.